# Pečovská Nová Ves
Pečovská Nová Ves es un municipio situado en el distrito de Sabinov, en la región de Prešov, Eslovaquia. Tiene una población estimada, en abril de 2024, de 2890 habitantes.

## Demografía
| Año        | 1994 | 2004    | 2014     | 2024    |
| ---------- | ---- | ------- | -------- | ------- |
| Población  | 2122 | 2264    | 2677     | 2903    |
| Diferencia |      | +6,69 % | +18,24 % | +8,44 % |

| Año        | 2023 | 2024    |
| ---------- | ---- | ------- |
| Población  | 2875 | 2903    |
| Diferencia |      | +0,97 % |